# Nannopus palustris
Nannopus palustris is een eenoogkreeftjessoort uit de familie van de Nannopodidae. De wetenschappelijke naam van de soort is voor het eerst geldig gepubliceerd in 1880 door Brady.